# Associazione per il Disegno Industriale

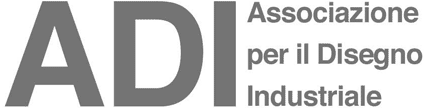
ADI:s logotyp

ADI (Associazione per il Disegno Industriale) är en sammanslutning med över 1000 medlemmar bestående av olika tillverkare och även de flesta stora arkitekter och designer i Italien.

## Historia
Organisationen grundades år 1956 för att samla bland annat designer, journalister, lärare, företag och andra discipliner som berör området design.  Organisationen är icke-vinstinriktad och har som syfte är att främja, stärka och försvara den italienska designen och internationellt bidra till att genomföra de mest lämpliga utformningen av varor och tjänster. ADI tilldelar även designer priset Compasso D'oro, guldkompassen, det äldsta och högst värderade erkännandet för italiensk industridesign. Priset skapades 1954 och var det första av dess slag och blev efter ett tag internationellt känt, vilket medförde att antalet utställningar av vinnande produkter ökade såväl Europa som i USA, Kanada och Japan. 